# Molensteenkraag

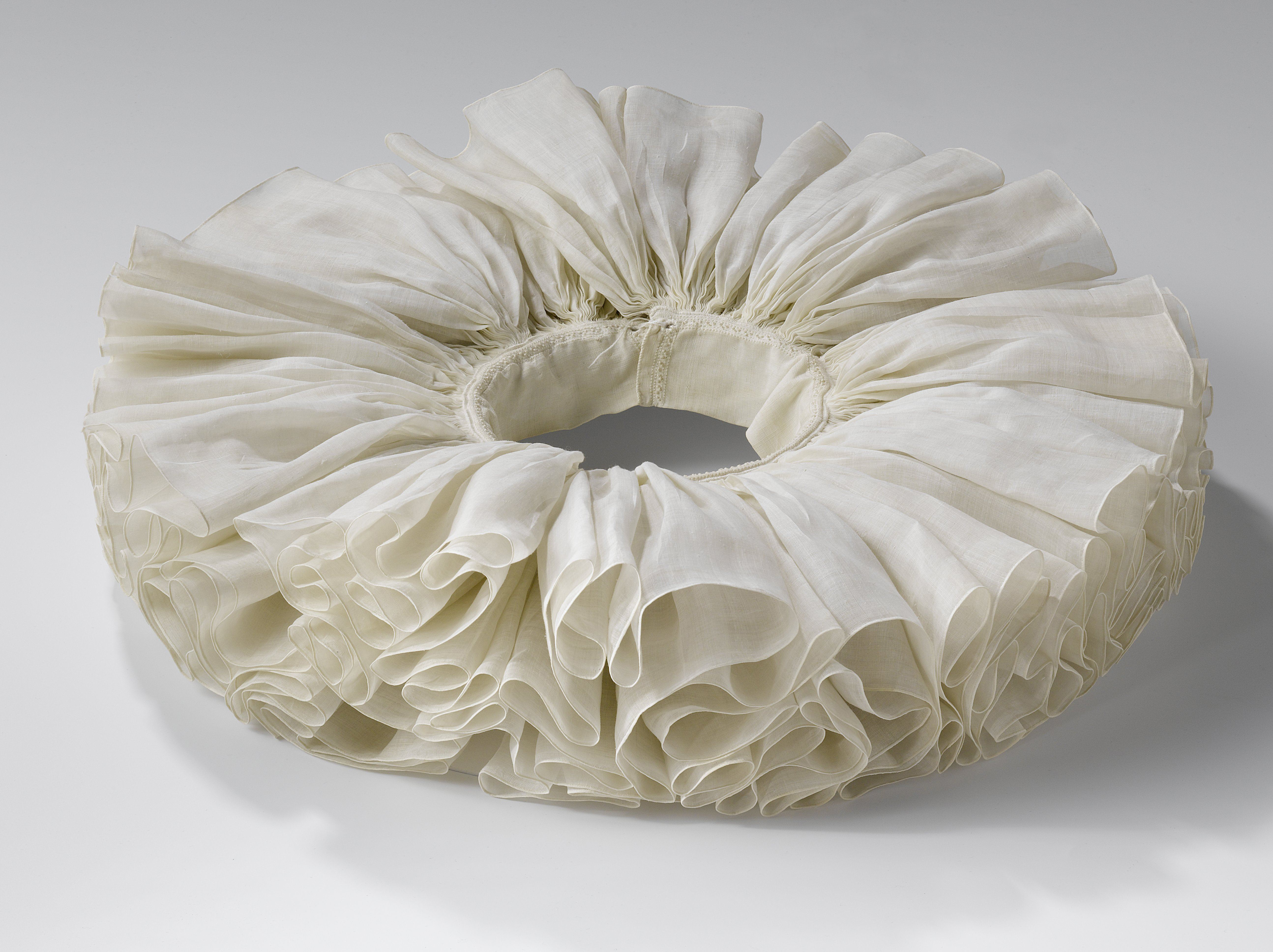
Plooikraag, à la confusion. De plooien liggen er quasi slordig bij. (circa 1615-1635) Rijksmuseum

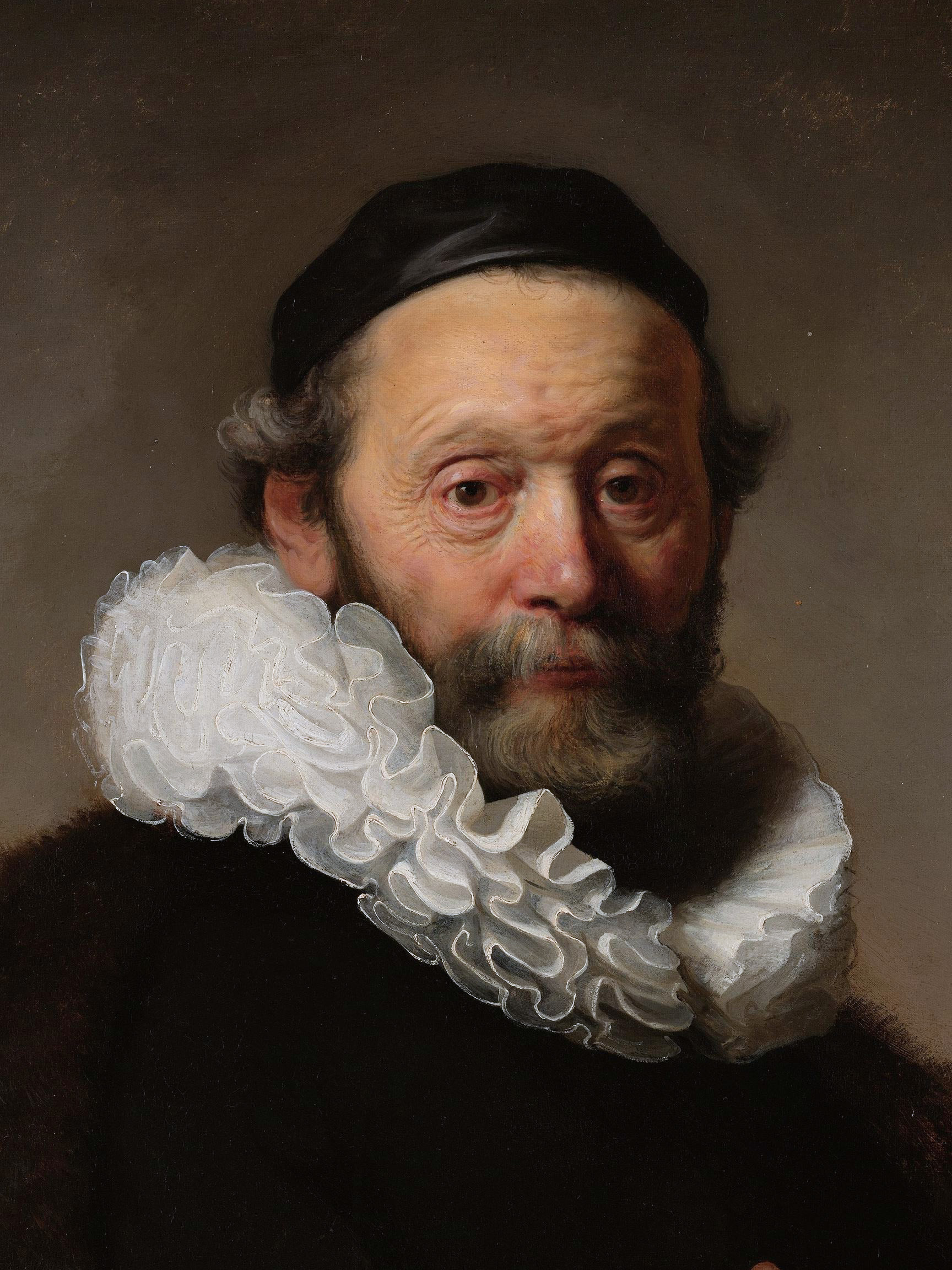
Voorbeeld van een plooikraag à la confusion (Johannes Wtenbogaert, geschilderd door Rembrandt in 1633)

Een molensteenkraag, ook pijpkraag, plooikraag of lubbenkraag genaamd, is een ronde kraag van geplooid fijn linnen batist. Later werd hij nog versierd met kant.
De molensteenkraag is in de tweede helft van de 16e eeuw door Spanjaarden in de Zuidelijke Nederlanden geïntroduceerd. Veel uitvoeringen van deze kraag hebben als geheel een vorm die aan een molensteen doet denken, vandaar de naam.
Het vervaardigen van een dergelijke kraag was niet eenvoudig. De batist moest gewassen, gebleekt en gesteven worden, waarna de stof gerimpeld werd of met plooien aan een boord vastgezet. Daarna werd de stof met rondzetijzers of pijperijzers in vorm gebracht.
Aanvankelijk waren de geplooide kragen klein, stijf en regelmatig geplooid, maar ze werden in de loop van de jaren allengs groter, rommeliger en meer versierd. Soms was er wel 15 meter batist nodig voor een enkele kraag. De kragen werden zo groot dat ze met een metalen draadwerkje, de portefraes, moesten worden ondersteund. Deze portefraes was van metaaldraad en omwonden met zilver- of gouddraad. Portefraes verwijst naar het Frans: porter is dragen en fraises zijn krullen of golven. De Franse aanduiding fraise voor een frees heeft dezelfde stam.
De kraag moest de status van de drager benadrukken. De dure kragen werden gedragen door de welgestelden en waren populair bij zowel mannen als vrouwen. De laatsten moesten hun haren omhoog kammen zodat ze niet verstrikt raakten in de kraag. Heren droegen hun haren in deze periode kort, ook om niet verstrikt te raken in de plooien van de kraag.
De mode kwam tot een einde omstreeks 1630, waarna platte liggende kragen populair werden.

## Afbeeldingsgalerij

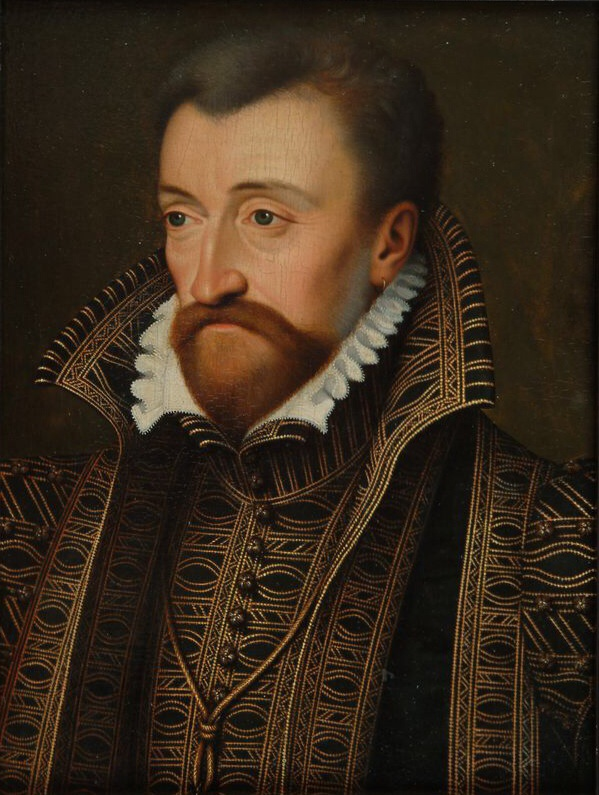
Vroege vorm van een plooikraag voor een man, 1557
Late vorm, circa 1625-1641
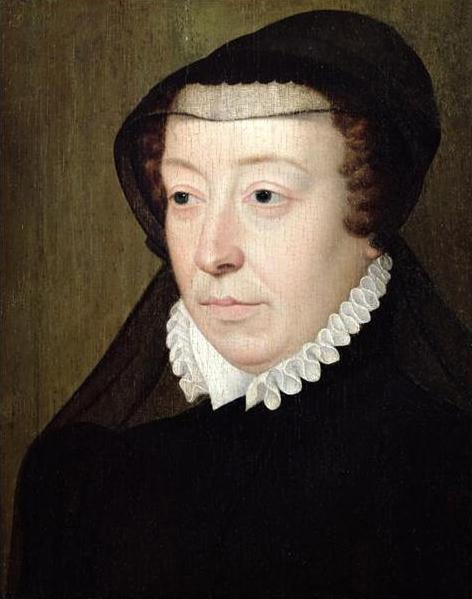
Vroege vorm van een plooikraag voor een vrouw, circa 1570
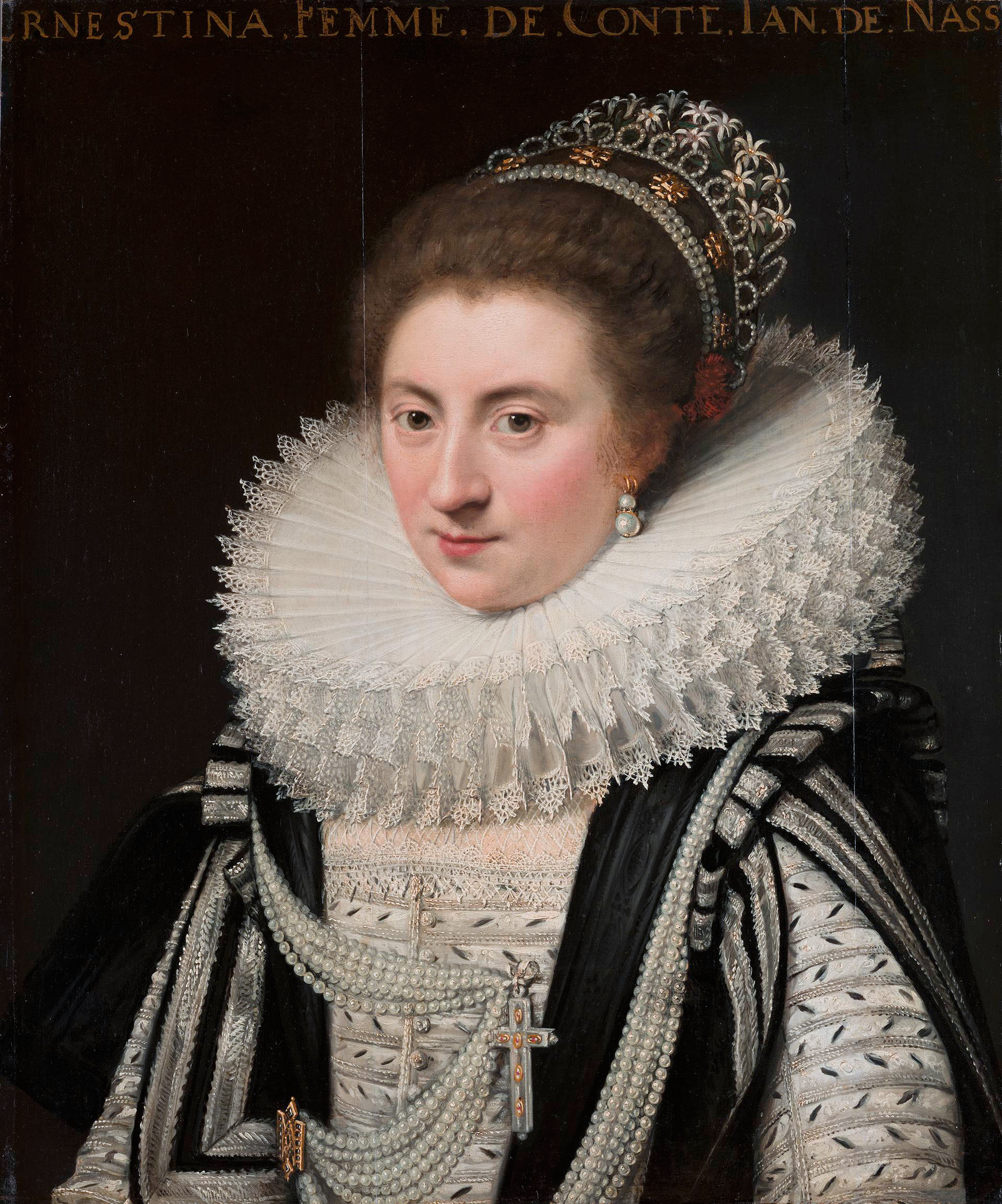
Late vorm, circa 1620